# Nabī Jān
Nabī Jān (persiska: نبی جان) är en ort i Iran.   Den ligger i provinsen Östazarbaijan, i den nordvästra delen av landet, 500 km nordväst om huvudstaden Teheran. Nabī Jān ligger 2 288 meter över havet och antalet invånare är 122.
Terrängen runt Nabī Jān är bergig åt nordväst, men åt sydost är den kuperad. Runt Nabī Jān är det ganska glesbefolkat, med 39 invånare per kvadratkilometer. Närmaste större samhälle är Anjerd, 14,3 km sydost om Nabī Jān. Trakten runt Nabī Jān består i huvudsak av gräsmarker.